# 水流仙姑寺
22°37′07″N 120°27′38″E / 22.618491°N 120.460659°E
水流仙姑寺 ，是位於臺灣屏東縣萬丹鄉磚寮村的姑娘廟，曾是豬哥亮、余天、李亞萍會來求明牌的廟宇。

## 主神

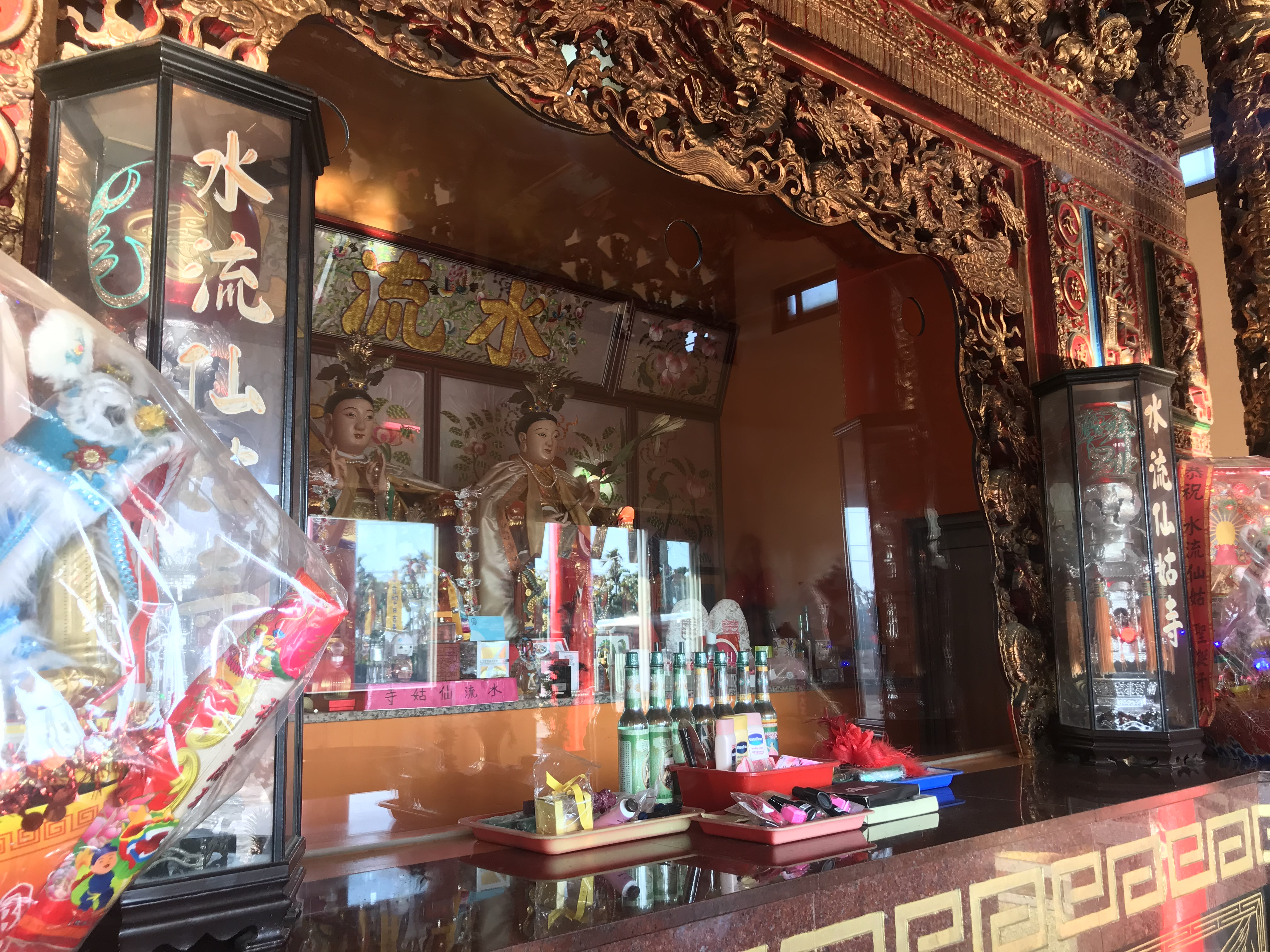
神像

據寺內碑刻所載，傳說水流仙姑祖籍是高麗人，原名陳霞娘，光緒年間定居臺灣太平山下，幼年被賣做養女，生活困苦，平時興趣靜修素齋唸佛，十九歲時辭世，後來其神主牌被洪水沖破，被當地信眾拾獲，並在萬丹起造水流仙姑寺予以供奉。

## 明牌
廟祝李明縣說，1981年建前，就有許多大家樂賭迷來求明牌，因此一傳十、十傳百，連豬哥亮、康弘、賀一航等人都遠道趕來。但廟方的主壇從不出明牌，信眾得自己到附壇自行擲筊請示仙姑，或抬手轎祈求降駕；至於靈不靈驗，責任須由信眾自負。

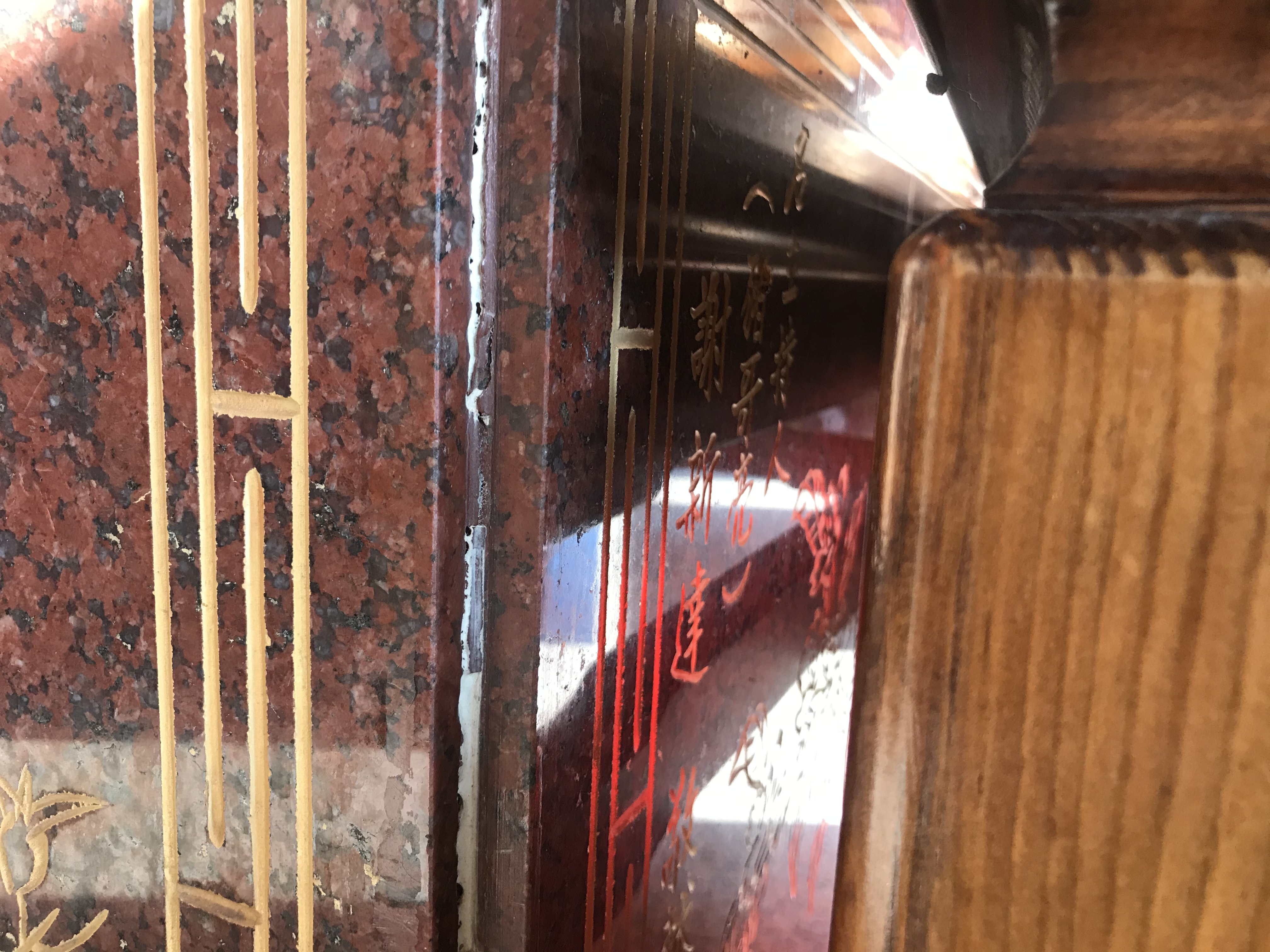
豬哥亮所捐神桌

大家樂風行時，當地居民都知道豬哥亮獨鍾到水流仙姑寺求明牌。余天、李亞萍夫婦，經由豬哥亮的引薦，也喜歡到這所小廟。偏殿神明的木椅就是余天夫婦購贈的。
李明縣與豬哥亮、余天夫婦私交甚篤。李明縣回憶，當時余天夫婦常在台北或高雄歌廳打烊後，專程開車南下，抵廟時間都已是凌晨一、二點。據余天說，有一次李亞萍到此寺，一拿香就被仙姑附身，神色、音色、說話內容都變成仙姑，還會報明牌，此後長達兩年報牌神準。李亞萍在偏殿求牌時每次都吸引大批人前來，她起乩共開出兩次的六合彩「特仔尾」，分別為「509」、「803」，各中新台幣一億餘元，因此豬哥亮對起乩後李亞萍所說的話言聽計從。賀一帆表示，李亞萍出的明牌讓豬哥亮當期中了新台幣一億元。豬高亮在1988年中獎後，就花新台幣二十幾萬元捐贈神桌，有兩座花崗岩神桌都是由本名「謝新達」的豬哥亮捐贈。《豬哥亮歌廳秀》錄影帶，常有兩名乩童扶著小轎、在神桌前畫出類似號碼的詼諧劇碼，就是在水流仙姑寺作法的翻版。
之後余天因僵直性脊椎炎不能演出，乾脆當起六合彩組頭，沒料到一個月不到就賠了一億元，只好賣掉五、六棟房子。至於豬哥亮再中了新台幣一億元後，發誓買車後戒賭，但忍了兩期後故態復萌。1988年10月8日清晨，豬哥亮在主持藍寶石大歌廳散場後，於花旗飯店前遭連開兩槍，右胸中彈，昏迷送入加護病房。此事被附會與之前戒賭有關。

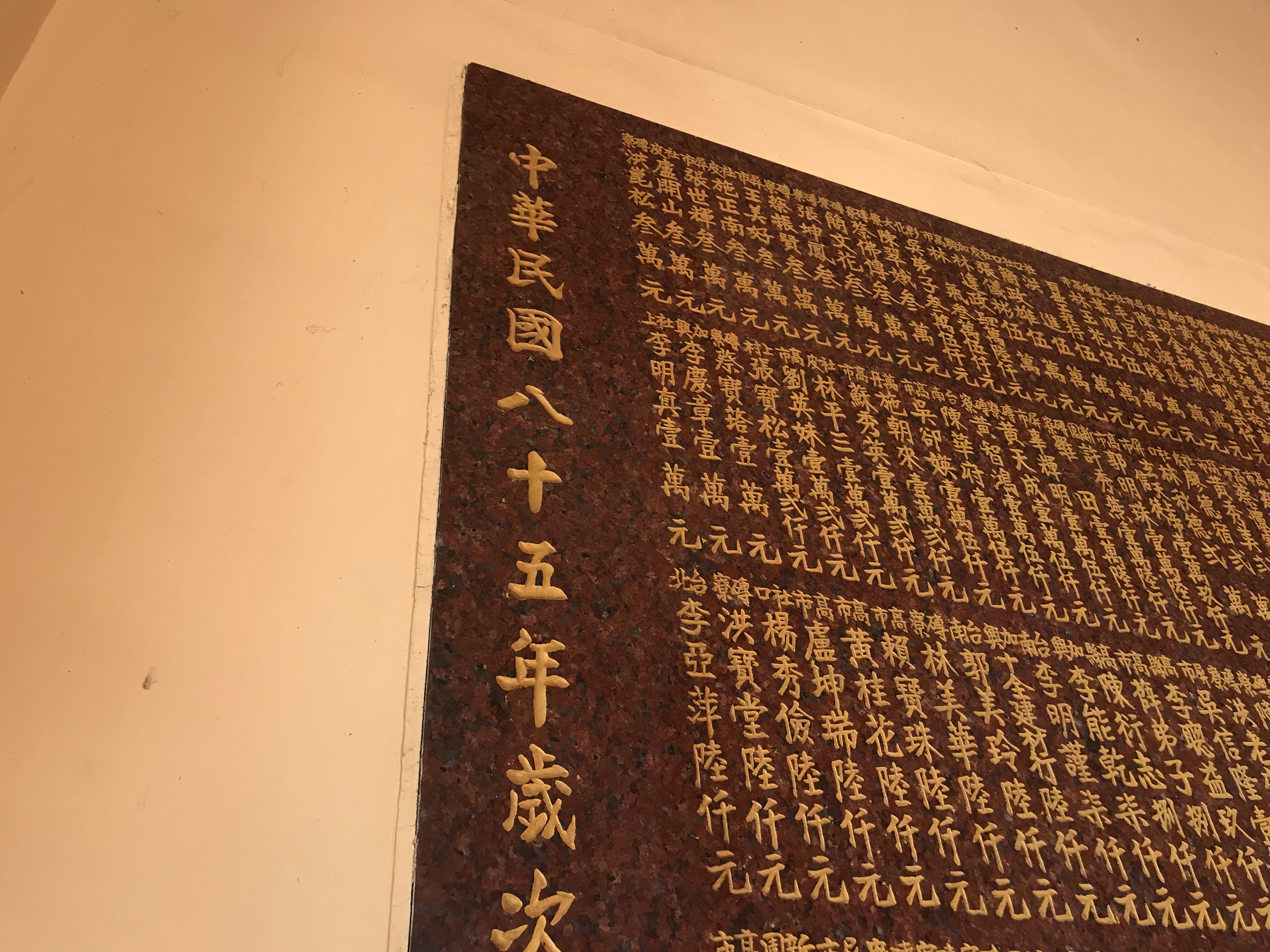
捐獻者之一李亞萍

2002年，中華民國公益彩券風靡全臺灣，這座僻靜的小廟再有彩迷再現。有的信眾則認為，金錢遊戲非正道，水流仙姑不會鼓勵金錢遊戲，還是腳踏實地比較好。同年，傳出負賭債新台幣數億元的豬哥亮在屏東縣境內一間廟宇當廟公以躲債，因擔心有人一眼看穿他，還刻意把他獨特的馬桶蓋頭髮修剪為整齊的西裝頭，從外貌看來無法辨認是豬哥亮。
豬哥亮當廟公的消息引起屏東宗教人士注意，屏東確實兩家廟宇與豬哥亮來往密切：一是屏東市五王廟，豬哥亮堂哥謝江河及胞弟謝新琴一有空即協助廟務；另一座則是水流仙姑寺，豬哥亮過去常前往求明牌。謝新琴在2002年6月18日表示，豬哥亮並不常來五王廟，而是常去水流仙姑寺。次日，李明縣證實，兩個月前的一天中午，豬哥亮攜妻小共三人向水流仙姑求明牌，隨後還坐著與信眾話家常。
2003年，萬丹鄉布袋戲師傅陳朝岸至水流仙姑寺表演三日，結果喜歡布袋戲的豬哥亮看了三天戲。豬哥亮復出後，就很少來水流仙姑寺。